# Пшиленґ (Великопольське воєводство)
Пшиленґ (пол. Przyłęg) — село в Польщі, у гміні Тшцянка Чарнковсько-Тшцянецького повіту Великопольського воєводства.
У 1975-1998 роках село належало до Пільського воєводства.